# Winspector
Winspector (Originaltitel: Tokkei Winspector, jap. 特警ウインスペクター, Tokkei Uinsupekutā) ist eine japanische Science-Fiction-Serie aus dem Jahre 1990, welche 49 Episoden à 25 Minuten umfasst (je nach Übersetzung gekürzt). Winspector ist Teil der Rescue-Heroes-Trilogie, die Teil des Metal-Heroes-Franchise ist. Hierbei handelt es sich um eine Reihe von Fernsehserien, die von Tōei in Japan produziert wurden. In fast allen Serien von Metal Heroes sind die Protagonisten Polizeispezialeinheiten, welche sich verwandeln können und dann die charakteristischen Metall-Rüstungen tragen.

## Handlung
Winspector ist die Spezialeinheit der Metropolitan Police, welche immer dann gerufen wird, wenn ein Fall für die normale Polizei aussichtslos erscheint. Die Serie spielt in einer futuristischen High-Tech-Gesellschaft im japanischen Großstadtdschungel des Jahres 1999 (aus damaliger Sicht in der Zukunft). Das Team besteht aus drei Menschen und zwei Robotern, Robin Kagawa, Chief Masaki, Junko Fujino und den Robotern Brian und Walter. Je nach Einsatz stehen ihnen noch weitere Mitglieder hilfreich zur Seite. Mit Hilfe von höchstmoderner Ausrüstung schaffen es die Leute von Winspector immer wieder, gegen skrupellose Verbrecher zu triumphieren. So kann Robin Kagawa beispielsweise, als Einziger seiner Kollegen, eine Cyborg-ähnliche Rüstung (Crush Tector) tragen, um auf die Art und Weise in besonders gefährlichen Situationen einen Sieg davonzutragen. Im verwandelten Zustand wird er Fire genannt. Zusätzlich stehen ihnen Fahrzeuge und besondere Waffen (insb. der Gigastreamer) zur Verfügung. Robin fährt einen Sportwagen, der ihm sowohl als Polizeifahrzeug als auch als speziell gepanzertes Einsatzfahrzeug im verwandelten Zustand dient (WinSquad genannt; dabei handelt es sich um einen Chevrolet Camaro RS). Brian fährt ein Spezialmotorrad (Winchaser genannt) und Walter kann mit Hilfe eines Raketenrucksacks fliegen.
Die Serie wird mit der letzten Episode Die Bestie handlungstechnisch abgeschlossen, indem das Winspector-Team nach Frankreich fliegt, um dort für Interpol weltweit Verbrechen bekämpfen soll.

## Winspector in Deutschland
Die Serie wurde 1992/1993 erstmals in Deutschland auf RTLplus ausgestrahlt. Eine weitere Ausstrahlung erfolgte 1994/1995. RTL besitzt mittlerweile nicht mehr die Ausstrahlungsrechte.

## Episodenliste
1. Die Bewährungsprobe
2. Tod im Fahrstuhl
3. Nur eine Stunde
4. Die Transplantation
5. Der Killervogel
6. Kinderträume
7. Vater und Tochter
8. Der Doppelgänger
9. Auf dem Weg in die Hölle
10. Vier Freunde
11. Die erste Liebe
12. Der kleine Roboter
13. Auf Messers Schneide
14. Der neue Mitarbeiter
15. Im Auftrag des Killers
16. Freunde in der Not
17. Besuch aus dem All
18. Übersinnliche Kräfte
19. Der einzige Zeuge
20. Der letzte Kampf
21. Der Komplize
22. Der Mörder stirbt zweimal
23. Eine gefährliche Fracht
24. Fahrerflucht
25. Die letzte Chance
26. Ein Mädchen nimmt Rache
27. Geheimbund Q
28. Die Formel des Schreckens
29. Die Rache der Natur
30. Vermißt
31. Die neue Waffe
32. Das große Chaos
33. Ein neuer Anfang
34. Eine flotte Großmutter
35. Flaggensignale
36. Polizist mit Herz und Schaltkreis
37. Die Informantin
38. Der Taugenichts
39. Die Narbe
40. Der geheimnisvolle Junge, Teil 1
41. Der geheimnisvolle Junge, Teil 2
42. Der Spezialagent
43. Ein eindeutiger Beweis
44. Der Schauspieler
45. Der zweite Versuch
46. Die schwarze Bande
47. Die Luxuswohnung
48. Kopfschmerzen
49. Die Bestie

## Synchronisation
Die deutsche Fassung der Serie entstand bei der FFS Film- & Fernseh-Synchron in München. Friedrich Schley schrieb das Dialogbuch und war für die Synchronregie verantwortlich.
| Figur                      | Schauspieler     | Synchronsprecher   |
| -------------------------- | ---------------- | ------------------ |
| Robin Kagawa / Fire        | Masaru Yamashita | Axel Malzacher     |
| Brian                      | Kaoru Shinoda    | Christian Tramitz  |
| Walter                     | Seiichi Hirai    | ?                  |
| Junko Fujino               | Mami Nakanishi   | Melanie Manstein   |
| Hisako Koyama              | Sachiko Oguri    | Michèle Tichawsky  |
| Shinichi Nonoyama          | Masaru Oobayashi | Philipp Brammer    |
| Chief Shunsuke Masaki      | Hiroshi Miyauchi | Arnim André        |
| Madocks                    | Kazuhiko Kishino | Alexander Allerson |
| Demitas                    | Issei Futamata   | Dieter Landuris    |
| Inspektor Toragoro Rokkaku | Shin’ichi Sato   | Ulf-Jürgen Wagner  |
| Yuko Kagawa                | Yura Hoshikawa   | Angela Wiederhut   |
| Ryota Koyama               | Ryo Yamamoto     | Florian Bauer      |
| Erzähler                   | Issei Masamune   | Ekkehardt Belle    |

## Nachfolger
Unter dem Namen Tokkyū Shirei Solbrain (特救指令ソルブレイン Tokkyū Shirei Soruburein) wurde eine Nachfolgeserie von Winspector produziert, in der Chief Masaki, nach dem Weggang von Robin, Junko, Brian und Walter nach Frankreich geht und eine neue Polizeitruppe aufgebaut hat. Robin hat in manchen Episoden jedoch Gastauftritte. Die Serie wurde nie ins Deutsche übersetzt und unterscheidet sich vom Stil her stark von Winspector.

## Belege
1. ↑  特警ウインスペクター - Original Soundtrack Booklet, COCX-34243-4, Columbia Music Entertainment, 2007.
2. ↑  特警ウインスペクター 音楽集, Animex 1200 118, COCC-72118, Columbia Music Entertainment, 2005.
3. ↑  Fernsehserien.de - Winspector
4. ↑  Sentaiworld.de - Winspector, abgerufen am 13. Juli 2014
5. ↑  Winspector. In: Deutsche Synchronkartei. Abgerufen am 19. Juni 2023.